# بوروس (اليونان)
بوروس (باليونانية: Πόρος)‏ هي جزيرة في أتيكا في مقاطعة أتيكا في اليونان. وهي تتبع الجزر السارونية.